# 史蒂夫·霍华德·琼斯
史蒂芬·霍华德·琼斯（英語：Stephen Howard Jones，1942年10月17日—2017年11月25日），美国NBA联盟前职业篮球运动员。